# Leptotarsus heterogamus
Leptotarsus heterogamus là một loài ruồi trong họ Ruồi hạc (Tipulidae). Chúng phân bố ở miền Australasia.